# نشأة نظرية داروين
بدأت نظرية التطور خلال فترة نشطة للغاية من حياة تشارلز داروين عندما عاد من رحلة بيجل المخصصة للمسح، حين كان مشهورًا كجامع أحافير وعالم جيولوجيا. حصل داروين على تمويل من والده ليصبح عالمًا طبيعيًا نبيلًا بدلًا من رجل دين، كانت مهمة الأولى بعد عودته هي العثور على خبراء مناسبين لوصف مجموعاته الأحفورية، وكتابة كتاب رحلة البيجل، وكتابة أوراق بحثية عن النتائج التي توصل إليها لصالح الجمعية الجيولوجية في لندن.
في بداية مسيرة داروين الجيولوجية، أظهرت تقارير الحفريات لعالم التشريح ريتشارد أوين أن الأنواع المنقرضة مرتبطة بالأنواع الحالية في نفس المنطقة، وأظهر عالم الطيور جون جولد أن عينات طيور جزر غالاباغوس كانت من أنواع متميزة مرتبطة بأماكن معينة، وليس فقط بأصناف. أقنعت هذه الملاحظات داروين بأن تطفر الأنواع يجب أن يحدث، وقد دوّن أفكاره التطورية الأولى في دفتر ملاحظاته الأحمر. بدأ بكتابة ملاحظاته في دفاتر عن التطفر إذ دوّن تكهناته حول تباين النسل «لتكييف وتغيير الأعراق وصولًا إلى عالم مختلف»، ورسم «تفرعات غير منتظمة» عن الأنساب لشجرة تطورية واحدة.
أظهرت دراسات إنسان الغاب (الأورانجوتان) في حديقة الحيوان طبيعة تعابير الإنسان، مؤكدةً أفكار داروين من رحلة البيجل حول ووجود فجوة صغيرة بين الإنسان والحيوان. قام داروين بدراسة تربية الحيوانات ووجد أوجه تشابه بينها وبين الطبيعة حيث يجري إزالة الصفات السيئة والحفاظ على الصفات الملائمة، إذ يختار المزارعون عمدًا صفات الكائنات التي يربونها ما يؤدي لتغيير الصفات بدرجة كبيرة بعد «ألف شكل وسيط». تشير تكهنات داروين حول الغرائز والسمات العقلية إلى حدوث تطور في العادات والمعتقدات وتعبيرات الوجه، كما درس الآثار الاجتماعية لذلك. بينما كانت دراسة التطور هي «هوايته الرئيسية»، كان يعاني من عبء عمل هائل وبدأ يعاني من المرض. بعد أن أخذ استراحة من العمل، بدأ بالتفكير بالزواج من ابنة عمه إيما ويدجوود.
بعد قراءته لمؤلفات مالتوس والقانون الطبيعي، بدأ بتطبيق منطق مالتوس في أبحاثه عن التفكير الاجتماعي للنضال من أجل البقاء بدون مساعدة، وخرج «أخيرًا بنظرية يمكنه العمل عليها». عرض الزواج على إيما، وقبلته. في نظريته، قارن بين اختيار المربين للصفات والاصطفاء الطبيعي للسمات التي تظهر عن طريق «الصدفة»، واستمر في تفحص الريف لجمع المزيد من المعلومات الداعمة. في 24 يناير 1839، انتُخب عضواَ في الجمعية الملكية، وتزوج إيما في 29 يناير. تبع ذلك نظريته عن التطور.

## نظرة عامة
لم يكن داروين أول من اقترح إمكانية تغير أنواع الكائنات الحية بمرور الوقت. في الطبعة الثالثة من كتاب أصل الأنواع، قدم داروين رسمًا تخطيطيًا تاريخيًا للعلماء السابقين له في حديثه عن تغير الأنساب أو الاصطفاء الطبيعي، وقد شمل أشخاصًا لم يعرفهم إلا بعد نشر نسخة عام 1859 من كتاب أصل الأنواع. تحدث داروين بشكل أساسي عن مؤلفي القرن التاسع عشر. «متجاوزين مؤلفي الفترة الكلاسيكية حتى فترة بوفون، الذين لست على دراية بمؤلفاتهم، كان لامارك أول رجل أثارت استنتاجاته حول هذا الموضوع الكثير من الاهتمام». مع ذلك، أشار داروين إلى توصل جده، الدكتور إيراسموس داروين، وغوته وجيفروي سانت هيلير إلى نفس الاستنتاج حول أصل الأنواع بين عامي 1794 و1794، متوقعين استنتاجات لامارك.
بعد حياته المبكرة في عائلة توحيدية، طور تشارلز داروين اهتمامه بالتاريخ الطبيعي. في جامعة إدنبرة، سمح له عمله كطالب لروبرت إدموند جرانت بإجراء دراسات رائدة لأفكار لامارك وإيراسموس داروين حول التنادد الذي يُظهر أصلًا مشتركًا للكائنات الحية، لكنه أدرك أيضًا كيف كانت هذه النظريات مثيرة للجدل والقلق. درس داروين في فصل روبرت جيمسون الدراسي جيولوجيا علم طبقات الأرض، وأنهى الفصل بمحاضرات حول «أصل أنواع الحيوانات». أثناء دراسته في كلية كرايست، كامبريدج ليصبح رجل دين أنجليكاني، أصبح داروين شغوفًا بجمع الخنافس، ثم تألق في فصل جون ستيفنز هينسلو عن علم النبات. اقتنع داروين بكتاب علم اللاهوت الطبيعي لبالي الذي طرح الحجة الغائية، التي تنص على أن تعقيد «تصميم» الطبيعة هو دليل على دور الرب كخالق، كما اقتنع بآراء بالي وجون هيرشل عن أن الخلق يجري وفق قوانين طبيعية يمكن للعلم اكتشافها، وليس وفق معجزات متقطعة. اقتنع داروين بأن الحياة على الأرض قديمة جدًا خلال فصل الجيولوجيا لآدم سيدجويك وعمله الصيفي في رسم خرائط للطبقات الأرضية في ويلز.